# Institut français de Barcelone
L'Institut français de Barcelone (IFB) est une institution créée en 1921 pour favoriser les échanges culturels entre la France et la Catalogne, et plus généralement l’Espagne. Il appartient aujourd'hui à l'Institut français d'Espagne et dépend du ministère des Affaires étrangères et du Développement international. L'Institut français de Barcelone a reçu en 1991 la Croix de Sant Jordi.

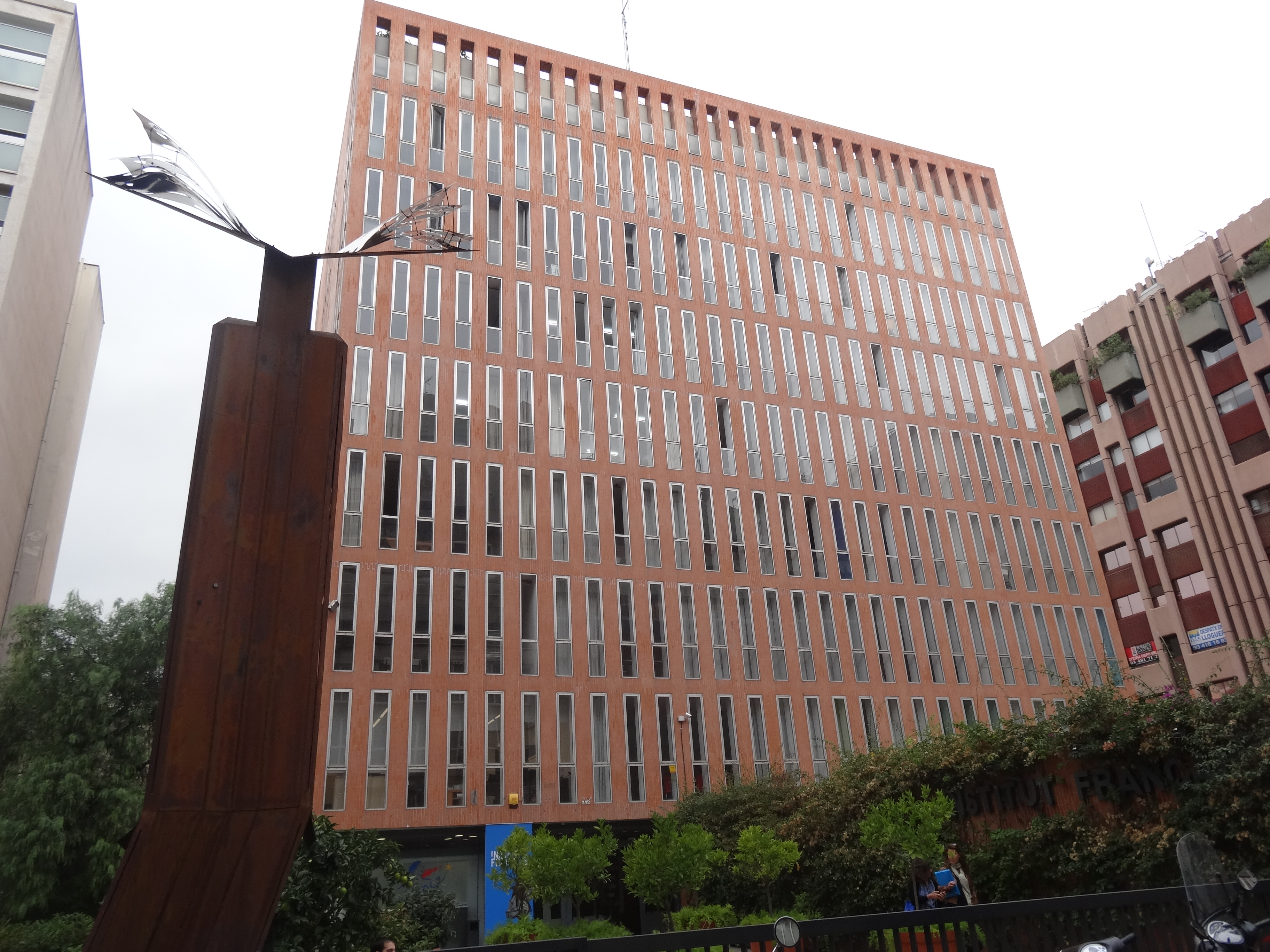
Façade de l'Institut français de Barcelone.

## Histoire
L'IFB a été fondé à Barcelone en 1921 par Ernest Mérimée, doyen de l'université de Toulouse à partir de l'Alliance française de Barcelone, des écoles françaises Ferdinand-de-Lesseps et du groupe scolaire français Carrer Sepúlveda, fondés en 1898.
Il démarre ses activités en octobre 1921 en organisant des conférences tournées vers le public catalan et en proposant des cours de français pour étrangers. En 1924, il ouvre des cours d'enseignement français pour un public francophone, l'ancêtre direct du Lycée Français de Barcelone.
L'Institut est fermé durant la guerre d'Espagne. Il rouvre en 1939 et Pierre Deffontaines en est nommé directeur. Il le restera jusqu'en 1964. Pierre Deffontaines est un ami personnel de Philippe Pétain, mais il se range en 1943 à la France libre. Depuis 1945, les effectifs de l'Institut sont nettement renforcés et plusieurs initiatives sont lancées, création d'une grande bibliothèque, création du Cercle Maillol et plusieurs cercles et activités de diffusion de la culture française (littérature, cinéma, sport). L'Institut devient ainsi une référence culturelle pour les intellectuels catalans de la période d'après-guerre jusqu'au début des années 1970. Il reçoit ainsi en 1991 la Croix de Sant Jordi.

## Missions
L'Institut remplit quatre missions essentielles :
- Une mission d’enseignement du français langue étrangère, pour tous les publics et tous les niveaux, préparant aux diplômes attestant la connaissance de la langue (DELF, DALF).
- Une mission de diffusion et d’échanges culturels, visant à faire connaître la culture de la France contemporaine, à travers ses artistes (organisation d’expositions), ses cinéastes (séances de cinéma), ses penseurs et ses écrivains, ses créateurs (musiciens, danseurs, acteurs, metteurs en scène), etc.
- Une mission d’information et de documentation, à travers une médiathèque moderne (12 000 ouvrages en libre accès, vidéos, CD, DVD et service Internet), et un « centre de ressources sur la France contemporaine ».
- Une mission plus générale de forum interculturel, en offrant son espace aussi bien au libre débat d’idées qu’à la présentation des œuvres artistiques de nombreuses communautés qui désirent trouver à l’Institut un lieu où s’exposer ou s’exprimer. Cette ouverture s’étend aussi à la vie scientifique, aux entreprises qui le souhaitent.

## Directeurs
- 1981-1985 : Christian Delacampagne[3]

[...]
- depuis 2015 : Pascale de Schuyter Hualpa